# Гранитная улица (Санкт-Петербург)
Грани́тная улица — улица в Санкт-Петербурге, на Малой Охте, проходящая от Малоохтинского до Заневского проспекта.

## История
Ранее на месте улицы располагался безымянный проезд, идущий вдоль Финляндской соединительной железнодорожной ветки. Название Гранитная улица он получил 26 декабря 1940 года. Происхождение этого названия не выяснено. По одной из версий, оно связано с тем, что у этого проезда разгружали различные строительные материалы, доставляемые по железной дороге с Карельского перешейка, и вдоль проезда в то время возвышались кучи гравия и штабеля гранитных плит.
В послевоенные годы Гранитная улица была застроена новыми домами и продолжена до Малоохтинского проспекта, включив в себя Превовскую и Волжскую улицы.
После строительства в 2003 году Ладожского вокзала появился участок Гранитной улицы, идущий от Уткина переулка до Заневского проспекта.
Со второй половины 2015 года шло строительство участка от проспекта Шаумяна до Уткина переулка, включая новую трамвайную линию и Гранитный мост через реку Оккервиль. В результате строительства Гранитная улица стала единой магистралью, трамвайная сеть города получила дополнительную связь, трамвайная конечная станция «Малая Охта» была полностью реконструирована, а вместо трамвайной конечной станции «Ладожский вокзал» было построено новое автобусное кольцо. 28 августа 2019 года движение по новому участку было открыто.

## Пересечения
- Малоохтинский проспект
- улица Громова
- Новочеркасский проспект
- проспект Шаумяна
- Казанская улица
- Уткин переулок

## Транспорт
От Новочеркасского проспекта до Ладожского вокзала на улице проложены трамвайные пути (трамвай №7).
На улице расположено трамвайное кольцо (маршрут № 7А, закрыто в мае 2016 года на капремонт, открыто в 2019 году) и конечная остановка автобуса маршрута № 174.
Станция метро «Ладожская». От станции метро «Новочеркасская» до улицы можно доехать на троллейбусе № 33, трамваях № 7, 7А, 10, 23, 39, 65 и автобусе № 191 (следуют по Новочеркасскому проспекту), автобусе № 174 (следует по Заневскому проспекту и проспекту Шаумяна).